# Art Carney
Arthur William Matthew “Art” Carney (Mount Vernon, Nueva York; 4 de noviembre de 1918-Chester, Connecticut; 9 de noviembre de 2003) fue un actor estadounidense de cine, teatro, televisión y radio. Es conocido por su actuación como Ed Norton en la sitcom The Honeymooners.

## Biografía

### Primeros años
Carney nació en Mount Vernon (Nueva York), el menor de los seis hijos de Helen y Edward Michael Carney, quien era un periodista y publicista. Su familia era irlandesa estadounidense y católica. Asistió a la A.B. Davis High School (Escuela Secundaria A.B. Davis). Carney fue enlistado como un infante durante la Segunda Guerra Mundial. Durante la Batalla de Normandía, fue herido por una granada de metralla, lo que le causó cojera por el resto de su vida.

### Carrera radial
Carney fue un cantante cómico en la orquesta de Horace Heidt, la cual se presentaba en la radio durante los años 1930, especialmente en el programa Pot o' Gold, el cual estuvo en el aire entre 1939 y 1941. Su carrera cinematográfica inició con un papel no acreditado en la película Pot o' Gold, un spin-off del programa radial. Carney trabajó continuamente en la radio durante los años 1940, interpretando personajes o personificando celebridades. En 1941, fue el comediante de la serie radial Matinee at Meadowbrook. Otros de los programas en los que Casey participó fueron Land of the Lost, The Henry Morgan Show, The March of Time, Living 1948, Casey, Crime Photographer y Gang Busters.

### Carrera televisiva
Entre 1948 y 1950, Carney se volvió popular por su personificación de Charlie el portero en los shows de radio y televisión de The Morey Amsterdam Show. En 1950, actuaba en la comedia de variedades Cavalcade of Stars, donde también actuaba Jackie Gleason. Gleason desarrolló una buena química con Carney y lo reclutó para que apareciera en otros sketches, tales como The Honeymooners. El sketch resultó exitoso y produjo que se adaptara en una sitcom.
Además de su trabajo en The Honeymooners, Carney también actuó en un episodio de The Twilight Zone, "The Night of the Meek", y en los episodios 35 y 36 de la serie televisiva de Batman (serie de TV), "Shoot a Crooked Arrow". También apareció en el especial televisivo Star Wars Holiday Special.
Por su trabajo en televisión, Carney fue nominado a siete Premios Emmy, de los cuales ganó seis.

### Grabaciones
Carney realizó varias grabaciones para Columbia Records durante los años 1950. Algunas de sus canciones más exitosas fueron "The Song of the Sewer" y "'Twas the Night Before Christmas". La mayoría de sus canciones eran cómicas, escritas especialmente para niños. 

### Carrera cinematográfica
Carney ganó el Óscar al mejor actor en 1974 por su actuación en Harry y Tonto. También actuó en películas como W.W. and the Dixie Dancekings, The Late Show, House Calls, Movie Movie, Going in Style, The Muppets Take Manhattan, St. Helens y Firestarter. Aunque se retiró en los años 1980, realizó un cameo en la película de 1993 Last Action Hero.

### Broadway
Carney también realizó algunos trabajos en Broadway, tales como su actuación en La extraña pareja junto a Walter Matthau. En 1969, fue nominado a un premio Tony por su actuación en la obra de Brian Friel Lovers.

### Muerte
Carney murió de causas naturales en un hogar de retiro cerca de su casa en Westbrook (Connecticut), cinco días después de cumplir 85 años. Fue enterrado en el Riverside Cemetery (Cementerio Riverside) en Old Saybrook (Connecticut).

## Filmografía
- Last Action Hero (1993)
- Night Friend (1987)
- The Blue Yonder (1985)
- The Naked Face (1984)
- The Muppets Take Manhattan (1984)
- Firestarter (1984)
- The Last Leaf (1983)
- Better Late Than Never (1982)
- Take This Job and Shove It (1981)
- St. Helens (1981)
- Defiance (1980)
- Roadie (1980)
- Ravagers (1979)
- Letters from Frank (1979)
- Sunburn (1979)
- Steel (1979)
- Going in Style (1979)
- House Calls (1978)
- Movie Movie (1978)
- Scott Joplin (1977)
- The Late Show (1977)
- Won Ton Ton, the Dog Who Saved Hollywood (1976)
- W.W. and the Dixie Dancekings (1975)
- Harry y Tonto (1974)
- A Guide for the Married Man (1967)
- The Yellow Rolls-Royce (1964)
- PM Picnic (1950)
- Pot o’ Gold (1941)

## Premios y distinciones
Óscar
| Año  | Categoría   | Película      | Resultado |
| ---- | ----------- | ------------- | --------- |
| 1975 | Mejor Actor | Harry y Tonto | Ganador   |

Festival Internacional de Cine de Venecia
| Año  | Categoría                      | Película            | Resultado |
| ---- | ------------------------------ | ------------------- | --------- |
| 1980 | Premio Pasinetti - Mejor actor | Un golpe con estilo | Ganador   |